# Franz Bujatti

Franz Bujatti sen.

Franz Bujatti (* 7. August 1813 in Wien; † 6. Oktober 1897) war ein österreichischer Industrieller und Betreiber einer Seidenfabrik in Wien.

## Biografie
Die Hof-Seidenwaaren-Fabrik Franz Bujatti in Wien reichte in ihren allerersten Anfängen nachweisbar bis in die erste Hälfte des 18. Jahrhunderts zurück. In der Geschichte der österreichischen Seidenindustrie taucht der Name Bujatti zum ersten Mal beiläufig um 1740 auf, jedoch nicht als Wiener Gewerbefirma, sondern als Inhaber einer bescheidenen Seidenweberei im österreichischen Küstenland, und zwar in dem an der Grenze zur Republik Venedig gelegenen Cormòns, wo es berühmte und hochangesehene Seidenzüchter und Webereien gab. Die Cormoneser Bujatti werden von der Überlieferung aus jener Zeit als besonders tüchtige Meister ihres Faches genannt.
Giovanni Battista Bujatti, dessen Geburtsjahr im Cormoneser Kirchenbuch von 1740 verzeichnet ist, übersiedelte aus seiner Vaterstadt in das nahe Görz, wo er seine Seiden-Handweberei, die er bereits daheim in Cormons betrieben, nunmehr in erweitertem Umfange erfolgreich fortsetzte.
Die Strebsamkeit und Tüchtigkeit des alten Giovanni Bujatti vererbte sich auf seinen Sohn Georg Bujatti. Dieser war am 1. Juli 1770 in Görz geboren und übernahm in noch jungen Jahren die Leitung des Geschäftes. Nach mehrfachen glücklichen Unternehmungen gelang es ihm, mit seinem gesamten Fabriksbetrieb nach Wien zu übersiedeln, wohin damals eine ganze Reihe österreichischer Industriezweige vorzugsweise gravitierte. Zu dieser Übersiedelung wurde Georg Bujatti wahrscheinlich nicht nur durch die damals andauernden kriegerischen Beunruhigen des Küstenlandes, sondern mehr noch durch seine Arbeit veranlasst, seine Fabrikation, die bis dahin ausschließlich in der Erzeugung von Bauernartikeln bestand, in dem großen Modezentrum der Kaiserstadt zu erweitern.
Die Übersiedelung erfolgte 1811. Die damaligen wirtschaftlichen Verhältnisse Wiens waren anfangs nicht günstig. Handel lag infolge der langjährigen napoleonischen Kriege darnieder, aber nach dem Wiener Kongress folgte ein neuer, rascher Aufschwung. In diesem Aufschwung nahm die Seidenindustrie im Allgemeinen und auch die Firma „Georg Bujatti“, welche bald eine sehr angesehene Stellung in der Branche errang, hervorragenden Anteil.
In jene Zeit fiel auch die Geburt des Begründers Franz Bujatti sen., welcher als jüngster Sohn Georg Bujattis am 7. August 1813 in Wien geboren wurde. 
Franz Bujatti besuchte die Realschule, absolvierte die Kommerz-Abteilung am k.k. polytechnischen Institut und die Manufaktur-Zeichenschule in Wien zur fachgemäßen Ausbildung für den väterlichen Beruf. Schon im Jahre 1824 nahm ihn sein Vater „als Meisterssohn mit sechsjähriger Aufdingzeit“ in seine Fabrik als Lehrling auf, um das gesamte Gewerbe praktisch am Webstuhl zu erlernen. 1830 zum Weihnachtsquartal wurde er nach vollendeter Lehrzeit bei der „Innung der Seidenzeug-, Samt- und Dünntuchmacher Wiens“ feierlich freigesprochen.
Franz Bujatti nutzte seine Lehrjahre nebenbei nicht nur zu Sprachstudien, sondern auch zur Erwerbung der Allgemeinbildung, die ihm in späteren Jahren wesentlich zu seiner führenden, kaufmännischen Stellung verhalf. Das Meisterrecht erlangte er erst 1835, nachdem er nach damaligen Zunftbrauch sein Meisterstück angefertigt hat. Verliehen wurde das Meisterrecht an Franz Bujatti nach Altwiener Gewerberecht von der Stiftsherrschaft Schotten, welche dazumal die Jurisdiktion über die Vorstadt Schottenfeld ausübte und als solche dem jungen Bujatti das „Seidenzeugmacher-Gewerbe“ verlieh. Tatsächlich war dieser jedoch schon seit 1830 als Mitchef in der väterlichen Fabrik tätig.
Die Fabrik nahm einen raschen Aufschwung, so dass schon Anfang der 1830er Jahre ein eigenes weitläufiges Gebäude in der Zieglergasse 8 errichtet werden musste. Nächst der Überwachung und zweckmäßigen Einrichtung dieses Fabriks-Neubaues nahmen den jungen Fabrikanten damals insbesondere die Vorarbeiten für die Beteiligung der Firma an der ersten Wiener Industrie-Ausstellung in Anspruch. Dieselbe fand im Jahre 1838 in der großen kaiserlichen Winter-Reitschule am Josefsplatz in Wien statt. Die Seidenabteilung war sehr gut beschickt, neben den Wiener Manufakturen sah man die hervorragendsten Firmen aus Mailand und Como glänzend vertreten. Angesichts dieser Konkurrenz darf die der Bujatti’schen Fabrik damals zu Teil gewordene Auszeichnung einer „ehrenvollen Erwähnung“ umso höher angeschlagen werden.
An späteren Ausstellungen beteiligte sich Franz Bujatti bereits als alleiniger Chef der Firma, da er nach dem 1842 erfolgten Tode seines Vaters die Fabrik übernommen hatte. Mit großem Erfolg beteiligte er sich an den Ausstellungen 1845 in Wien, 1850 in Leipzig, 1851 in London, 1854 in München und 1855 in Paris.
In der planmäßigen, unentwegten Beteiligung Franz Bujattis an den großen internationalen Ausstellungs-Wettkämpfen der Industrie drückt sich aber eine umso bedeutendere Tatkraft aus, als die österreichische Seidenwaren-Fabrikation in den 1850er Jahren eine schwere Krise durchzumachen hatte.

Fabrik in Mährisch-Schönberg (vor 1900)

Hof-Seidenwaaren-Fabriken in Haškow (vor 1900)

Unter den ersten, welche damals in neue Rahmen einlenkten, befand sich Franz Bujatti. Rasch entschlossen, verlegte er den Schwerpunkt seiner Fabrikation nach der Provinz, zunächst nach Mährisch-Schönberg, wo er gleich 600 Handstühle in Betrieb stellte, zum größten Teil in den Arbeitssälen der eigenen Filialfabrik, dann aber auch in circa 40 Arbeiterwohnungen. Überdies mietete er auch in Blauda, Frankstadt und Deutsch-Liebau in Mähren größere Gebäude, wo er weben ließ.
Schon 1862 gelangten die ersten Schönberger Seidenwaaren-Erzeugnisse auf die Londoner Great Exhibition. Es waren Stoffe von erlesener Schönheit und hohem kunstgewerblichen Wert, welche Franz Bujatti damals für die Vitrinen seines Londoner Objektes zusammengestellt hatte und vor ihrer Absendung nach London noch zu einer Haus-Exposition in seinem Fabriksgebäude in der Zieglergasse vereinigte. Dies fand allgemeine Anerkennung, auch der kaiserliche Hof wurde aufmerksam und Kaiser Franz Joseph I. stattete am 7. April 1862 der Bujatti’schen Fabrik und Ausstellung in der Zieglergasse höchstpersönlich einen Besuch ab, wovon heute noch eine Gedenktafel zeugt.
Die nächste Folge dieser hervorragenden Betätigung industriellen Ehrgeizes war der hohe Auftrag, den Franz Bujatti für die Ausstattung der königlichen Burg in Ofen mit dekorativen Seidenstoffen erhielt. Auch die Stoffe im Hof-Festsalon der k.k. Hofoper waren Schöpfungen Bujattis, dessen Künstlerschaft schließlich auch durch die Verleihung des Franz-Joseph-Ordens anerkannt wurde.
Ausgesprochene Kunstwerke sind die von Bujatti für die Pariser Weltausstellung hergestellten prachtvollen Panneaux, sowie die Damaststoffe für den Kaiserpavillon der Wiener Weltausstellung 1873, welche er später als preisgekrönte Objekte dem Österreichischen Museum für Kunst und Industrie widmete.
An seinem 60. Geburtstage wurde ihm vom Kaiser der Titel eines k.u.k. Hof-Seidenzeug-Fabrikanten verliehen.
Ein Jahr später überraschte er die Geschäftswelt durch die Begründung eines zweiten großen Provinz-Etablissements, einer Filialfabrik zu Haškov bei Münchengrätz in Böhmen, welche er im großen Stil nicht nur für Weberei, sondern auch für Färberei, Druckerei und Appretur errichtete. Noch einige Jahre befasste er sich mit der Einrichtung und Organisation dieses Werkes, dann aber trat er aus der Firma ins Privatleben zurück, indem er seinen drei Söhnen – Hermann, Theodor und Franz Georg Bujatti – den gesamten Fabriks- und Geschäftsbetrieb seines Hauses überantwortete.
Die Gebrüder Bujatti vollendeten nun die endgültige Umgestaltung des Etablissements zu einem modernen, motorischen Großbetrieb, indem sie zuerst das Werk in Mährisch-Schönberg durch den Anbau zweier Schuppen mit Dampfmaschinenbetrieb erweiterten, während sie die Fabrik Haškov, deren Bild an der Spitze dieses Aufsatzes steht, mit Turbinen-Antrieb ausstatteten. Gleichzeitig wurde die letztgenannte Fabrik, die anfänglich zumeist nur Foulardtücher erzeugt und bedruckt hatte, nunmehr, nachdem dieser Artikel fast gar nicht mehr gesucht wurde, beinahe ausschließlich nur auf bedruckte, orientalische Atlasse eingerichtet.
Diese tiefgreifenden Umgestaltungen und Neuerungen, bei welchen in wenigen Jahren große Kapitalien investiert wurden, waren keine leichte Sache. Doch gelang es der Firma hierdurch die Leistungsfähigkeit des Hauses, aller Konkurrenz gegenüber, auf der alten Höhe zu erhalten und namentlich durch rationelle Erzeugung namhafte Vorteile zu erringen. Die durchgreifendste Umgestaltung und Vergrößerung erfuhr die Färberei, welche seither mit den neusten und modernsten Maschinen arbeitete.
Die Bujatti’schen Fabriken beschäftigen um 1900 1.200 Arbeiter, zumeist Familien, während die Zahl der mechanischen Webstühle sich auf 700 belief und die Motoren insgesamt 300 Pferdekräfte leisteten. Hinsichtlich der Färberei und Appretur waren die Bujatti’schen Fabriken nahezu unabhängig von fremden Anstalten, da fast alle in Mährisch-Schönberg und Haškov erzeugte Rohware dortselbst finiert wurde und direkt zur Versendung an die Kunden gelangte. Lediglich ein ganz kleiner Teil der Erzeugnisse kam nach Wien in fremde Lohnappreturen, um dann von der hiesigen Niederlage aus verkauft und versendet wurden. Beide Fabriken waren auch hinsichtlich der Beheizung, Beleuchtung und aller gewerbehygienischen Maßnahmen durchaus modern eingerichtet. In demselben modernen Geiste war auch vielfach bereits für Wohlfahrts-Einrichtungen zu Gunsten der Arbeiterschaft vorgesorgt, namentlich durch die Beistellung anmutender Unterkünfte, was wesentlich zur Stabilisierung der Arbeitskräfte beitrug.
Die Produktion der Firma erstreckte sich nahezu auf alle Gebiete der Seidenwaren-Erzeugung. Prächtige Neuheiten in Konfektionsstoffen, Schirmartikel und bedruckte Seidenwaren bildeten jedoch ihre Spezialität. Fast die Hälfte aller Erzeugnisse wurden ins Ausland exportiert, wo die Firma „Franz Bujatti“ in allen großen Handelszentren, wie Paris, London, New York, Kairo, Konstantinopel usw. ihre eigenen Repräsentanten besaß.

Franz Bujatti im hohen Alter (1893)

## Ehrungen
Franz Bujatti war Ehrenmitglied des Niederösterreichischen Gewerbevereins.
Die Bujattigasse, vorher Halterbachgasse, in Hütteldorf wurde 1898 ihm zu Ehren benannt, da er ein Wohltäter der Gegend war.

## Werke
- Franz Bujatti: Die Geschichte der Seiden-Industrie Österreichs, deren Ursprung und Entwicklung bis in die neueste Zeit. Verlag Alfred Hölder, Wien 1893, OCLC 309899556, S. 170 (uni-koeln.de [abgerufen am 16. Februar 2010]).